# Trường Đại học Kinh tế, Đại học Quốc gia Hà Nội
Trường Đại học Kinh tế (tiếng Anh: VNU University of Economics and Business – VNU-UEB), là một trường thành viên của Đại học Quốc gia Hà Nội và là cơ sở đào tạo bậc đại học và sau đại học, cơ sở nghiên cứu khoa học chuyên ngành kinh tế học và kinh doanh học hàng đầu của Việt Nam.
Trường là nơi cung cấp nguồn nhân lực chất lượng cao theo định hướng chuyên gia, lãnh đạo trong các lĩnh vực kinh tế, quản lý và quản trị kinh doanh đáp ứng nhu cầu phát triển chất lượng, hiệu quả và bền vững của Việt Nam; nghiên cứu và chuyển giao các kết quả nghiên cứu cho Chính phủ, các tổ chức, doanh nghiệp và xã hội lớn tại Việt Nam.

## Lịch sử
Tháng 11 năm 1974, trường hình thành từ Khoa Kinh tế Chính trị trực thuộc Trường Đại học Tổng hợp Hà Nội.
Tháng 9 năm 1995, sau khi thành lập Đại học Quốc gia Hà Nội, Khoa Kinh tế Chính trị chuyển thành Khoa Kinh tế trực thuộc Trường Đại học Khoa học Xã hội và Nhân văn.
Tháng 7 năm 1999, Khoa Kinh tế về trực thuộc ĐHQGHN. Đến tháng 3 năm 2007, Trường Đại học Kinh tế được thành lập từ Khoa Kinh tế và trực thuộc ĐHQGHN.

## Chương trình đào tạo

### Đại học (06)
Bao gồm cả hệ Đại học chính quy và hệ Đại học chính quy văn bằng 2
- Kinh tế
- Tài chính - Ngân hàng
- Kinh tế Quốc tế
- Kinh tế Phát triển
- Kế toán- Kiểm toán
- Quản trị Kinh doanh

Ngành đào tạo cử nhân bằng kép (Chương trình đào tạo thứ 2 cho sinh viên trong khối ĐHQG Hà Nội)
- Kinh tế dành cho sinh viên Trường Đại học Luật.
- Kinh tế Phát triển dành cho sinh viên Trường Đại học Luật.
- Kinh tế Phát triển dành cho sinh viên ngành Quản lý tài nguyên thiên nhiên của Trường Đại học Khoa học Tự nhiên.
- Kinh tế Quốc tế dành cho sinh viên Trường Đại học Kinh tế.
- Kinh tế Quốc tế dành cho sinh viên Trường Đại học Ngoại ngữ.
- Tài chính - Ngân hàng dành cho sinh viên Trường Đại học Luật.
- Tài chính - Ngân hàng dành cho sinh viên Trường Đại học Công nghệ.
- Tài chính - Ngân hàng dành cho sinh viên Trường Đại học Kinh tế.
- Tài chính - Ngân hàng dành cho sinh viên Trường Đại học Ngoại ngữ.

### Thạc sĩ (08)
- Tài chính Ngân hàng
- Kinh tế Quốc tế
- Kinh tế Chính trị
- Quản trị Kinh doanh
- Quản lý Kinh tế
- Quản trị công nghệ và Phát triển doanh nghiệp
- Quản trị các tổ chức tài chính
- Kinh tế biển

### Tiến sĩ (05)
- Kinh tế Chính trị
- Quản trị Kinh doanh
- Kinh tế Quốc tế
- Tài chính Ngân hàng
- Quản lý Kinh tế

## Cơ cấu tổ chức

### Đơn vị đào tạo (05 khoa, 01 viện)
- Khoa Kinh tế chính trị.
- Khoa Tài chính ngân hàng.
- Viện Quản trị kinh doanh.
- Khoa Kế toán - kiểm toán.
- Khoa Kinh tế và kinh doanh quốc tế.
- Khoa Kinh tế phát triển.

### Đơn vị chức năng (10 phòng, 03 trung tâm)
- Phòng Đào tạo.
- Phòng Nghiên cứu khoa học & hợp tác phát triển.
- Phòng Chính trị và công tác sinh viên.
- Phòng Tuyển sinh.
- Phòng Kế hoạch tài chính.
- Phòng Tổ chức nhân sự.
- Phòng tạp chí xuất bản.
- Phòng Truyền thông và quản trị thương hiệu.
- Phòng Thanh tra pháp chế.
- Phòng Hành chính tổng hợp.
- Trung tâm Đảm bảo chất lượng giáo dục.
- Trung tâm Đào tạo và Giáo dục quốc tế.
- Trung tâm Hệ thống thông tin kinh tế và quản lý.

## Hợp tác quốc tế
Trường có quan hệ hợp tác với hệ thống các đối tác chiến lược trong nước gồm hơn 40 tập đoàn, hiệp hội doanh nghiệp, các ngân hàng và các tập đoàn kinh tế lớn. Ngoài ra, trường đã xây dựng được quan hệ hợp tác tin cậy với hơn 30 đối tác quốc tế là các trường đại học, các viện nghiên cứu thuộc 12 nước và vùng lãnh thổ, trong đó đặc biệt là các trường đại học uy tín: Trường Haas School of Business - Đại học Berkley (Hoa Kỳ), Đại học Princeton (Hoa Kỳ); Đại học Uppsala (Thụy Điển); Đại học Massey (New Zealand); Đại học Paris 12 - Val de Marne (Pháp); Đại học Troy (Hoa Kỳ), Đại học North Center (Hoa Kỳ), Đại học Benedictine (Hoa Kỳ), Đại học Waseda (Nhật Bản)...

## Hiệu trưởng nhà trường qua các thời kỳ
- PGS.TS. Phùng Xuân Nhạ (2007 - 2011)
- PGS.TS. Nguyễn Hồng Sơn (2011 - 2017)
- PSG.TS. Nguyễn Trúc Lê (2017 - 2022)
- PGS.TS. Lê Trung Thành (9/2022 - nay)

## Những cựu sinh viên tiêu biểu
- PGS.TS. Phùng Xuân Nhạ – Bộ trưởng Bộ Giáo dục và Đào tạo (2016–2021)
- GS.TS. Nguyễn Quang Thuấn – Chủ tịch Viện Hàn lâm Khoa học xã hội Việt Nam (2016–2019)
- PGS.TS. Trần Đình Thiên – Viện trưởng Viện Kinh tế Việt Nam (trực thuộc Viện Hàn lâm Khoa học xã hội Việt Nam)
- Lê Tự Minh – Tổng Giám đốc CTCP Đầu tư IMG
- Lại Mạnh Quân – Tổng Công ty Cổ phần Bảo hiểm Bưu điện (PTI)